# Exetastes postornata
Espèce
Exetastes postornata est une espèce fossile de guêpes parasitoïdes de la sous-famille des Banchinae (famille des Ichneumonidae).

## Classification
L'espèce Exetastes postornata est décrite en 1937 par le paléontologue français Nicolas Théobald (1903-1981) dans sa thèse,. 

### Fossiles
L'holotype Am16, de l'ère Cénozoïque, et de l'époque Oligocène (33,9 à 23,03 Ma) faisait partie de la collection du muséum national d'histoire naturelle de Paris et vient du gisement de gypse d'Aix-en-Provence dans les Bouches-du-Rhône,.

### Étymologie
L'épithète spécifique postornata signifie en latin « le facteur est né ».

## Description

### Caractères
La diagnose de Nicolas Théobald en 1937, : 

« Insecte noirâtre à ailes transparentes. Tête transversale, courte ; yeux entiers, non échancrés ; antennes longues, atteignant le milieu de l'abdomen, filiformes, scape ovale. Thorax ovale, sur l'échantillon il est écrasé. Abdomen allongé, fusiforme, arrondi à l'extrémité, la partie apicale des segments médians est de coloration plus foncée ; pas de tarière, ♂. Pattes manquent. Ailes hyalines ; nervation bien conservée ; aréole en rhomboïde étiré vers l'apex ; nervure radiale issue un peu en avant du milieu du stigma ; cellule discoïdo-cubitale avec ramellus. ».

### Dimensions
La longueur totale est de 11,5 mm.

### Affinités
« L'aréole, assez large et rhomboïdale, range cet échantillon parmi les Branchides. Il est très voisin de Exetastes cinctipes Retz ; actuel, très répandu en Europe et en Asie. ».

## Biologie
« Les larves sont parasites des chenilles, de préférence des chenilles de Noctuelles. Les pupes sont détruites par certains Ophionides (Mesochorus mandibularis Thoms.) et des Chalcididae (C. Morley). ».

## Galerie
- Quelques espèces vivantes du genre Exetastes.
- Exetastes adpressorius.
- Exetastes atrator.
- Exetastes calobatus femelle.

### Publication originale
- [1937] Nicolas Théobald, « Les insectes fossiles des terrains oligocènes de France 473 p., 17 fig., 7 cartes,13 tables, 29 planches hors texte », Bulletin Mensuel de la Société des Sciences de Nancy et Mémoires de la Société des sciences de Nancy, Imprimerie G. Thomas,‎ 1937, p. 1-473 (ISSN 1155-1119 et 2263-6439, OCLC 786027547). .